# オキモス
オキモス（古希: Ὄχιμος, Ochimos）は、ギリシア神話の人物である。太陽神ヘーリオスとポセイドーンの娘ロドスの7人の息子たち（ヘーリアデース）の1人で、ケルカポス、マカル、アクティス、テナゲース、トリオパス、カンダロス、エレクトリュオーネーと兄弟。ニュムペーのヘーゲートリアと結婚し、娘キューディッペーをもうけた。

## 神話
シケリアのディオドーロスが語るところによると、ロドス島が生まれて間もない頃、ヘーリオスは島の柔らかい泥を乾かして生き物を生み出し、ヘーリアデースをはじめとするロドス島の土着の人間たちが生まれたという。ヘーリアデースはみな知識と能力に優れていたが、中でも特に優れていたテナゲースは嫉妬が原因で他の兄弟たちに殺された。この殺害に関わったマカル、アクティス、カンダロス、トリオパスは、罪が明らかになっとき国外に逃亡した。事件に関わらなかったオキモスとケルカポスは島に残ってアカイア市を創建し、オキモスがロドス島の初代の王となった。その後、ケルカポスがオキモスの娘キューディッペーと結婚して王権を継承した。
なお、プルタルコスによるとオキモスが娘の結婚相手とした男はオクリディオーンであったが、ケルカポスが結婚式当日にキューディッペーを連れ去って国外に逃亡し、オキモスが老境に入ってから帰国したという。